# Kamil Jurowski
Kamil Jurowski – polski chemik, doktor habilitowany nauk farmaceutycznych, specjalizujący się w toksykologii, spektrometrii mas, chromatografii oraz biochemii, autor książek naukowych, kierownik Pracowni Innowacyjnych Badań i Analiz Toksykologicznych w Instytucie Nauk Medycznych Uniwersytetu Rzeszowskiego, kierownik Zakładu Toksykologii Regulacyjnej i Sądowej Instytutu Ekspertyz Medycznych w Łodzi.

## Życiorys
Studia chemiczne ukończył w 2012 roku. Doktorat w dyscyplinie chemii obronił 22 września 2016 na Wydziale Chemii Uniwersytetu Jagiellońskiego dysertacją Zastosowanie technik chromatograficznych i spektrometrii mas oraz metod biochemicznych do badania zaburzeń lipidowych wywołanych modelowym lekiem z grupy inhibitorów proteazy HIV-1, przygotowaną pod kierunkiem prof. Wojciecha Piekoszewskiego. Habilitację w dyscyplinie nauk farmaceutycznych uzyskał na Wydziale Farmaceutycznym UJ 26 kwietnia 2022 na podstawie pracy Analiza toksykologiczna wybranych metali obecnych w ziołowych produktach leczniczych na ząbkowanie, dietetycznych środkach spożywczych specjalnego przeznaczenia medycznego oraz preparatach mlekozastępczych dostępnych w polskich aptekach.